# Mikołajowa
Mikołajowa est une localité polonaise du gmina de Grodków, située dans le powiat de Brzeg (voïvodie d'Opole).

## Histoire
De 1742 à 1945, Niklasdorf fait partie de l'arrondissement de Grottkau dans le district d'Oppeln au sein de la province de Silésie.